# 九江长江大桥
九江长江大桥位于江西省九江市和湖北省黄梅县之间。大桥北连湖北省黄梅县小池镇，南接江西省九江市白水湖。它是继武汉长江大桥之后，中国在长江上建造的第八座大桥，也是中国目前工期最长的长江大桥，1973年开工至1993年建成，工期长达20年。
九江长江大桥铁路桥长7675米，1993年建成后超过南京长江大桥成为中国最长的公路铁路两用桥，但这一记录1997年又被芜湖长江大桥超过。其中大桥主河槽216米宽的大跨度，也居中国桥梁之首。

## 历史
九江长江大桥的兴建始于1973年，但是由于停工影响，直至1993年才建成通车。大桥原设计载重上限为30吨， 至2008年，载重上限提高至55吨。 2011年11月，大桥钢结构发现了裂缝，管理机构遂停止了大桥的载重通行。2012年2月，大桥载重上限降至20吨。
在大桥的上游10公里处，九江长江公路大桥于2013年建成通车。